# 이병용 (1905년)
이병용(李炳瑢, 일본식 이름: 大和田炳瑢 또는 大和田元一, 1905년 ~ ?)은 일제강점기와 대한민국의 법조인이다.

## 생애
경상북도 김천군 출신이다. 일본에 유학하여 규슈 제국대학 법문학부를 졸업하였다. 1930년대 중반에 대구지방법원 사법관시보로 법조계에 입문하였다.
이후 일제 강점기 동안 전주지방법원 군산지청 검사, 광주지방법원 장흥지청 검사, 신의주지방법원 검사를 차례로 지냈다. 신의주지법 검사이던 1943년을 기준으로 종6위에 서위되어 있었다.
태평양 전쟁 종전 후 군정기가 시작되자 미군정 지역에서 다시 검사로 이용되었다. 1945년 12월에 송진우가 암살되고 암살범이 체포되었을 때 이 사건을 담당하기도 하였다. 1948년에 대한민국 제헌 헌법을 한글로 기록하기로 했을 때, 점진적 한글화를 주장하여 다소 보수적인 견해를 표명했다.
대전지방검찰청 검사장을 역임하였으며, 퇴임 후에는 변호사를 개업했다. 1967년까지 서울에서 변호사로 활동했다.
2008년 민족문제연구소가 발표한 친일인명사전 수록예정자 명단 중 사법 부문에 포함되었다.

## 참고자료
- 이병용(李炳瑢) - 국사편찬위원회